# 강진 무위사 극락전 아미타여래삼존벽화
강진 무위사 극락전 아미타여래삼존벽화(康津 無爲寺 極樂殿 阿彌陀如來三尊壁畵)는 전라남도 강진군 무위사에 있는 불교 벽화이다. 2009년 9월 2일 대한민국의 국보 제313호로 지정되었다.

## 특징
이 벽화는 무위사의 주불전인 극락보전 불단 뒤편 후불벽면에 그린 아미타여래삼존도로 화면 중앙의 아미타불을 중심으로 관음·지장보살을 좌우에 배치하고, 상단 구름 속에 상반신 만을 표현한 여섯 구의 나한상과 2구의 화불을 배치한 간단한 구도와 형식을 보여준다. 이곳에서는 일반적인 관음·내세지의 아미타삼존형식을 탈피하여 고려 후기부터 유행한 아미타불과 관음·지장보살의 삼존으로 구성되어 있는데, 이는 구복적인 정토신앙이 강하게 반영된 도상으로 조선 초기 수륙사(水陸社)로 지정된 무위사의 사격(寺格)과 잘 부합하는 도상으로 여겨진다. 특히 이 벽화는 화면 좌우 하단에 묵서로 씌어진 화기를 통하여 1476년(조선 성종7)에 군부인, 전직현감, 대선사를 비롯한 수십 명의 지역 유력자들이 불화제작에 참여하였다는 사실과 해련(海連)비구에 의해 벽화가 그렸음을 알 수 있다. 따라서 이 벽화는 제작시기와 조성 주체, 그리고 조성한 작가를 정확히 알 수 있다는 데서 조선 초기 불화 연구에 있어서 기준이 되는 중요한 작품이다.
양식적으로도 이 벽화는 고려후기 불화양식을 계승하면서도 조선 초기 새롭게 대두된 양식을 반영하고 있는 조선 전기 불화를 대표하는 유일한 벽화이다. 더구나 굵고 가는 선과 밝고 부드러운 색채를 자유자재로 구사하여 생동감 넘치는 종교 예술로 승화시킨 최고의 걸작품으로 평가된다. 특히, 수륙사 지정이라는 무위사의 역사적 사실과 잘 부합하는 국내에서 가장 오래된 "아미타여래삼존벽화"라는 점에서 그 가치는 더욱 크다 하겠다.

## 같이 보기
- 무위사

## 참고 자료
- 강진 무위사 극락전 아미타여래삼존벽화 - 국가유산청 국가유산포털
- 2009 국보·보물 지정 보고서, 문화재청 유형문화재과, 20-26쪽, 2010년 8월